# گلوت (باواریا)
گلوت (باواریا) (به آلمانی: Glött) یک شهر در آلمان است که در بایرن واقع شده‌است.

## خصوصیات
گلوت ۱۰٫۹۹ کیلومترمربع مساحت دارد ۴۴۹ متر بالاتر از سطح دریا واقع شده‌است.